# اسماعیل بن حسین مروزی
اسماعیل بن حسین مروزی (۱۱۷۶-۱۲۷۱)  (نسب:اسماعیل بن حسین بن محمد بن حسین مروزی علوی حسینی) ادیب عرب‌زبان و نسب‌شناس علوی مروی بود. در سال ۵۹۲ق به بغداد وارد شد. یاقوت حموی در ۶۱۴ق با او دیدار کرد. 

## آثار
- الحظیرة القدس: ۶۰ جلد
- بستان الشرف: ۲۰ جلد
- غنیة الطالب فی نسب آل ابی طالب:
- الموجز فی النسب
- الفخری: برای فخر رازی نگاشت.